# 柯林·法伊夫·米勒
柯林·法伊夫·米勒（英語：Colin Fyfe Miller；1964年10月4日—）是一名出生於英國蘇格蘭的加拿大足球員，在場上司職後衛；退役後曾長期擔任教練，之後轉型為電台評述員。